# Övre Skärvagen
Övre Skärvagen är en sjö i Bergs kommun i Härjedalen och ingår i Ljungans huvudavrinningsområde. Sjön har en area på 1,34 kvadratkilometer och ligger 891,2 meter över havet. Sjön avvattnas av vattendraget Skärvagsån.

## Delavrinningsområde
Övre Skärvagen ingår i det delavrinningsområde (697209-133634) som SMHI kallar för Utloppet av Övre Skärvagen. Medelhöjden är 968 meter över havet och ytan är 9,67 kvadratkilometer. Räknas de 4 avrinningsområdena uppströms in blir den ackumulerade arean 40,03 kvadratkilometer. Skärvagsån som avvattnar avrinningsområdet har biflödesordning 3, vilket innebär att vattnet flödar genom totalt 3 vattendrag innan det når havet efter 343 kilometer. Avrinningsområdet består mestadels av kalfjäll (86 procent). Avrinningsområdet har 1,35 kvadratkilometer vattenytor vilket ger det en sjöprocent på 13,9 procent.